# Parti communiste bulgare
Pour les articles homonymes, voir PCB et BKP.
Ne doit pas être confondu avec Parti communiste de Bulgarie.

Drapeau du Parti communiste bulgare.

Le Parti communiste bulgare (PCB ou en bulgare : Българска комунистическа партия, translittération internationale : Bǎlgarska komunističeska partija, BKP) était le parti dirigeant de la république populaire de Bulgarie, de 1946 jusqu'en 1990, date où le pays a cessé d'être un État communiste. À la fin de la Seconde Guerre mondiale, le PCB était la principale force du Front patriotique, une coalition de partis qui avait pris le pouvoir en 1944 par un coup d'État contre le régime monarchiste membre de l'Axe, tandis que l’Armée rouge envahissait le pays.

## Origines
Les origines du parti remontent aux Tesnyatsi (Tesni socialisti, tesni (тесни) qui signifie étroits), un mouvement également connu sous le nom de Parti social-démocrate et travailliste de Bulgarie. Le parti est fondé en 1903 après une scission du Parti social-démocrate. Son chef-fondateur est Dimitar Blagoev auquel succède Georgi Dimitrov. Opposé à la Première Guerre mondiale, le parti soutient la Révolution bolchevique et rejoint l’Internationale communiste à sa fondation en 1919. En adhérant à l'Internationale communiste, les Tesnjatsi se donnent le nouveau nom de Parti communiste bulgare.
En 1938, le PCB fusionne avec le Parti des ouvriers et forme le Parti bulgare des ouvriers (PBO). En 1948, le PBO fusionne avec le Parti des ouvriers social-démocrates bulgares et redevient le Parti communiste bulgare.

## Dirigeants
Dimitrov est dès le départ un membre du Comité central du PCB, poste qu’il occupe jusqu’à sa mort en 1949 ; il sera également à la tête de la république populaire de Bulgarie à partir de 1946.
Après la mort de Dimitrov, la direction du PCB revient à Valko Tchervenkov, un stalinien convaincu qui organise un certain nombre de purges dans le parti, sur les conseils de Joseph Staline. En effet, le PCB rejoint en 1947 le Kominform et s’engage à réprimer ses membres suspectés de sympathie pour Josip Broz Tito. Ainsi, des milliers de membres du parti sont arrêtés et emprisonnés, et le dirigeant Traïcho Kostov est exécuté. Cependant, en mars 1954 (un an après la mort de Staline), Tchervenkov est déposé. 
De 1954 à 1989, le parti est dirigé par Todor Jivkov, un communiste très favorable à l'URSS qui reste fidèle à Moscou des décennies durant, sans se laisser déstabiliser par le changement de ligne provoqué par la chute de Nikita Khrouchtchev et la prise de pouvoir de Léonid Brejnev. La Pérestroïka de Gorbatchev, qui balaie l'Europe de l'Est à la fin des années 1980, force Jivkov à démissionner en 1989. 
Le PCB adopte alors une politique plus modérée, abandonnant le marxisme-léninisme en 1990 et renommant le PCB en Parti socialiste bulgare (PSB). Par la suite, des nostalgiques du régime de la république populaire ont créé le Parti communiste de Bulgarie (Komunističeska Partija na Bǎlgarija), mais le nombre d’adhérents est relativement faible.